# ジャクージ
ジャクージ・ブランズLLC(英:Jacuzzi Brands LLC [dʒəˈkuːzi] ;イタリア語: [jaˈkuttsi] )は、その子会社を通じて、バス、ホットタブ、プール、サウナ、以前は航空機のブランド製造及び販売を世界的に行っている。1915年に同名のイタリア人家族によって設立されたジャクージは、1978年9月5日現在、Jacuzzi Inc.の連邦政府登録商標である。

## 歴史
ジャクージ・ブラザーズは、1915年にイタリアのフリウーリ州カザルサ・デッラ・デリーツィア出身のイタリア人7兄弟が、ジェームズ・スミス・マクドネル社で働いていたラケーレを中心に設立し、初めて木製ラミネートプロペラを発明したのが始まりである。同社は、カリフォルニア州バークレー市サンパブロ通り2043番地を拠点に、軍の契約のもと木製プロペラを製造していた。1920年、兄弟は航空機の設計と製造にも一時的に手を出し、単座の単葉機と7人乗りのキャビン型単葉機を開発した。両機とも胴体に集成材を使用したのが特徴だが、基本的に成功せず、各機種とも1機しか作られなかった。1921年、モデストで飛行機が墜落し、パイロットのジョコンド・ジャクージと従業員2名が死亡した。1923年、会社はJacuzzi Bros Propellersとなり、本社は1450 San Pablo Ave.に置かれた。
1956年、キャンディド・ジャクージの15ヶ月の息子ケネスが関節リウマチの診断を受けたとき、キャンディド・ジャクージとフロイド・M・ナッシュは、浴槽に浸けて水治療ができるポンプ、J-300を設計した。1968年、ジャグジーは世界初のジェットバス一体型を開発し、1970年にはグループや家族全員が入れる大型の室内用浴槽を発明した。
70年代後半、ジャクージ家は会社を公開し、 Kidde &amp; Company, Inc.に 7,000 万ドルで売却した。 
2006 年 10 月、プライベート エクイティ会社のApollo Managementは、Jacuzzi Brands の 9 億 9,000 万ドルのレバレッジド バイアウトを発表した。  2019年、Jacuzzi LLCはInvestindustrialに買収された。 
2022年6月、セキュリティ研究者のEaton ZveareがJacuzzi SmartTubネットワークバックエンドにReact （JavaScriptライブラリ）-Auth0の脆弱性を発見し、ユーザー情報やアカウント認証情報が流出したことが判明した 。

## スポンサーシップ
アメリカのスキーチームの選手をスポンサーしており、そのトレーニング施設にはジャグジーのホットタブやハイドロマッサージ機器が設置されている   。 

## ジャクージ機
ジャクージ 1920 シングルシーター モノプレーン 1
改造されたフォード モデル Tエンジンを搭載 。
ジャクージ 1920 シングルシーター モノプレーン 2
尾翼を再設計し、 Roberts 4-Xエンジンを搭載した改造航空機
ジャクージ J-7 レオ  